# Johan Adolf van Sleeswijk-Holstein-Gottorp
Johan Adolf van Sleeswijk-Holstein-Gottorp (Sleeswijk, 27 februari 1575 - aldaar, 31 maart 1616) was van 1586 tot 1607 prins-bisschop van Lübeck, van 1585 tot 1596 diocesaan administrator van het prinsaartsbisdom Bremen en van 1590 tot aan zijn dood hertog van Sleeswijk-Holstein-Gottorp. Hij behoorde tot het huis Sleeswijk-Holstein-Gottorp.

## Levensloop
Johan Adolf was de derde zoon van hertog Adolf I van Sleeswijk-Holstein-Gottorp en diens echtgenote Christina, dochter van landgraaf Filips I van Hessen. Hij werd opgevoed aan het calvinistische hof van zijn oom landgraaf Willem IV van Hessen-Kassel. Voor zijn voorziening kon Caspar Hoyer, de raadgever van zijn vader, er in 1586 voor zorgen dat Johan Adolf op elfjarige leeftijd prins-bisschop van Lübeck en diocesaan administrator van het prinsaartsbisdom Bremen werd. Na de dood van zijn oudere broers Frederik II en Filips werd hij in 1590 op 15-jarige leeftijd hertog van Sleeswijk-Holstein-Gottorp. In 1596 stond hij het prinsaartsbisdom Bremen af aan zijn jongere broer Johan Frederik, in 1607 gevolgd door het prinsbisdom Lübeck.
Ondersteund door zowel binnenlandse raadgevers als raadgevers uit Hessen, begon Johan Adolf aan de reorganisatie van zijn staat. Samen met koning Christiaan IV van Denemarken, met wiens zus Augusta Johan Adolf huwde, probeerde hij de invloed van de Staten in Sleeswijk-Holstein in te perken door het eerstgeboorterecht in te voeren.
In religieuze kwesties koos Johan Adolf onder de invloed van zijn echtgenote en schoonbroer meer en meer de zijde van het calvinisme. Zo liet hij in 1610 de lutheraanse superintendent en hofprediker Jacob Fabricius vervangen door de calvinistische Philip Caesar. Zodra Johan Adolf in 1616 stierf, werd Fabricius in zijn ambt hersteld.
Al snel na zijn regeringsaantrede begon Johan Adolf met de bouw van het Slot Gottorp, waar hij ook munten en wapens verzamelde en door hofbibliothecaris Heinrich Lindenbrog een grote bibliotheek liet aanleggen. Voor zijn bouwwerken en zijn luxueuze hofleven moest hij hoge uitgaven doen, waardoor hij zich diep in de schulden werkte en grote delen van zijn landerijen moest verpanden. Hij had een goede band met zijn schoonmoeder Sophia van Mecklenburg-Güstrow en nam haar praktijk over om edelen als ambtenaar aan te stellen. Enerzijds deed hij dit om geld te besparen, anderzijds om de traditioneel zeer sterke invloed van de adel in te perken. 
In maart 1616 stierf hij op 41-jarige leeftijd. 

## Huwelijk en nakomelingen
Op 30 augustus 1595 huwde Johan Adolf in Kopenhagen met Augusta (1580-1639), dochter van koning Frederik II van Denemarken. Ze kregen acht kinderen:
- Frederik III (1597-1659), hertog van Sleeswijk-Holstein-Gottorp
- Elisabeth Sophia (1599-1627), huwde in 1621 met hertog August van Saksen-Lauenburg
- Adolf (1600-1631)
- Dorothea Augusta (1602-1682), huwde in 1633 met hertog Joachim Ernst van Sleeswijk-Holstein-Sonderburg-Plön
- Hedwig (1603-1657), huwde in 1620 met vorst August van Palts-Sulzbach
- Anna (1604-1623)
- Johan (1606-1655), prins-bisschop van Lübeck
- Christiaan (1609-1609)

### Voorvaderen
| Johan Adolf van Sleeswijk-Holstein-Gottorp             | Johan Adolf van Sleeswijk-Holstein-Gottorp                                          | Johan Adolf van Sleeswijk-Holstein-Gottorp                                          | Johan Adolf van Sleeswijk-Holstein-Gottorp                                          | Johan Adolf van Sleeswijk-Holstein-Gottorp                                          | Johan Adolf van Sleeswijk-Holstein-Gottorp                                          | Johan Adolf van Sleeswijk-Holstein-Gottorp                                          | Johan Adolf van Sleeswijk-Holstein-Gottorp                                          | Johan Adolf van Sleeswijk-Holstein-Gottorp                                          |
| ------------------------------------------------------ | ----------------------------------------------------------------------------------- | ----------------------------------------------------------------------------------- | ----------------------------------------------------------------------------------- | ----------------------------------------------------------------------------------- | ----------------------------------------------------------------------------------- | ----------------------------------------------------------------------------------- | ----------------------------------------------------------------------------------- | ----------------------------------------------------------------------------------- |
| Overgrootouders                                        | Christiaan I van Denemarken (1426-1481) ∞ Dorothea van Brandenburg (1430-1495)      | Christiaan I van Denemarken (1426-1481) ∞ Dorothea van Brandenburg (1430-1495)      | Bogislaw X van Pommeren (1454–1523) ∞ Anna van Polen (1449-1501)                    | Bogislaw X van Pommeren (1454–1523) ∞ Anna van Polen (1449-1501)                    | Willem II van Hessen (1469-1509) ∞ Anna van Mecklenburg-Schwerin (1485-1525)        | Willem II van Hessen (1469-1509) ∞ Anna van Mecklenburg-Schwerin (1485-1525)        | George van Saksen (1471-1539) ∞ Barbara van Polen (1478-1534)                       | George van Saksen (1471-1539) ∞ Barbara van Polen (1478-1534)                       |
| Grootouders                                            | Frederik I van Denemarken (1471-1533) ∞ Sophia van Pommeren (1498-1568)             | Frederik I van Denemarken (1471-1533) ∞ Sophia van Pommeren (1498-1568)             | Frederik I van Denemarken (1471-1533) ∞ Sophia van Pommeren (1498-1568)             | Frederik I van Denemarken (1471-1533) ∞ Sophia van Pommeren (1498-1568)             | Filips I van Hessen (1504-1567) ∞ Christina van Saksen (1505-1549)                  | Filips I van Hessen (1504-1567) ∞ Christina van Saksen (1505-1549)                  | Filips I van Hessen (1504-1567) ∞ Christina van Saksen (1505-1549)                  | Filips I van Hessen (1504-1567) ∞ Christina van Saksen (1505-1549)                  |
| Ouders                                                 | Adolf van Sleeswijk-Holstein-Gottorp (1526–1586) ∞ Christina van Hessen (1543-1604) | Adolf van Sleeswijk-Holstein-Gottorp (1526–1586) ∞ Christina van Hessen (1543-1604) | Adolf van Sleeswijk-Holstein-Gottorp (1526–1586) ∞ Christina van Hessen (1543-1604) | Adolf van Sleeswijk-Holstein-Gottorp (1526–1586) ∞ Christina van Hessen (1543-1604) | Adolf van Sleeswijk-Holstein-Gottorp (1526–1586) ∞ Christina van Hessen (1543-1604) | Adolf van Sleeswijk-Holstein-Gottorp (1526–1586) ∞ Christina van Hessen (1543-1604) | Adolf van Sleeswijk-Holstein-Gottorp (1526–1586) ∞ Christina van Hessen (1543-1604) | Adolf van Sleeswijk-Holstein-Gottorp (1526–1586) ∞ Christina van Hessen (1543-1604) |
| Johan Adolf van Sleeswijk-Holstein-Gottorp (1575–1616) |                                                                                     |                                                                                     |                                                                                     |                                                                                     |                                                                                     |                                                                                     |                                                                                     |                                                                                     |

- Bibsys: 15040248
- Gemeinsame Normdatei: 102032491
- International Standard Name Identifier: 0000 0004 8629 6163
- Nationale Bibliotheek van Polen: a0000002981583
- Virtual International Authority File: 2848784
- WorldCat: E39PBJfrGM7X9cGf66bqJ7xxDq